# Aston Martin International Le Mans
La International Le Mans è un'autovettura prodotta dalla Aston Martin nel 1931.
Il modello derivava fortemente dai modelli da competizione Aston Martin dell'epoca e non ebbe nulla in comune con la quasi omonima vettura che sarebbe stata realizzata di lì a poco. Fu presentata al salone dell'automobile di Londra del 1931.
La vettura aveva installato un motore a quattro cilindri in linea da 1,5 L di cilindrata. Era disponibile solo in versione roadster.